# Hackesche Höfe (Berlin)
Les Hackesche Höfe de Berlin sont un grand ensemble de cours (Höfe) du Spandauer Vorstadt.
Dans un entrelacs de 8 arrière-cours aux caractères très différents, appartements et bureaux côtoient des boutiques de mode, une boutique Ampelmann, une librairie, des restaurants, un cinéma, un théâtre de variétés et plusieurs galeries.
Dessinée dans le style Jugendstil par August Endel, la première cour est parée d'une façade de briques vernissées polychromes.
La construction de cet ensemble, lancée en 1906, suit un schéma de séparation nette entre les zones d'habitation, d'artisanat, de commerce et de culture, qui le distingue des arrière-cours du XIXe siècle. Après la chute du Mur, elles furent restaurées à grands frais dans les années 1994-1996 et sont devenues un haut lieu du tourisme. Les Hackesche Höfe communiquent depuis 2002 avec les Rosenhöfe qui ont été réhabilitées et affichent un style néorococo.

## Galerie

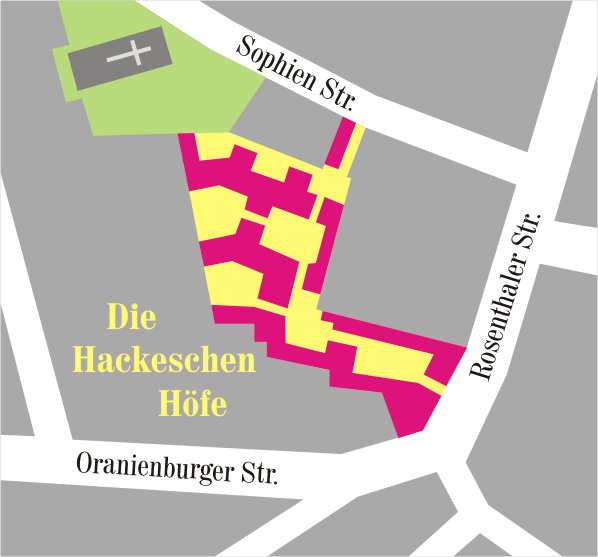
Plan
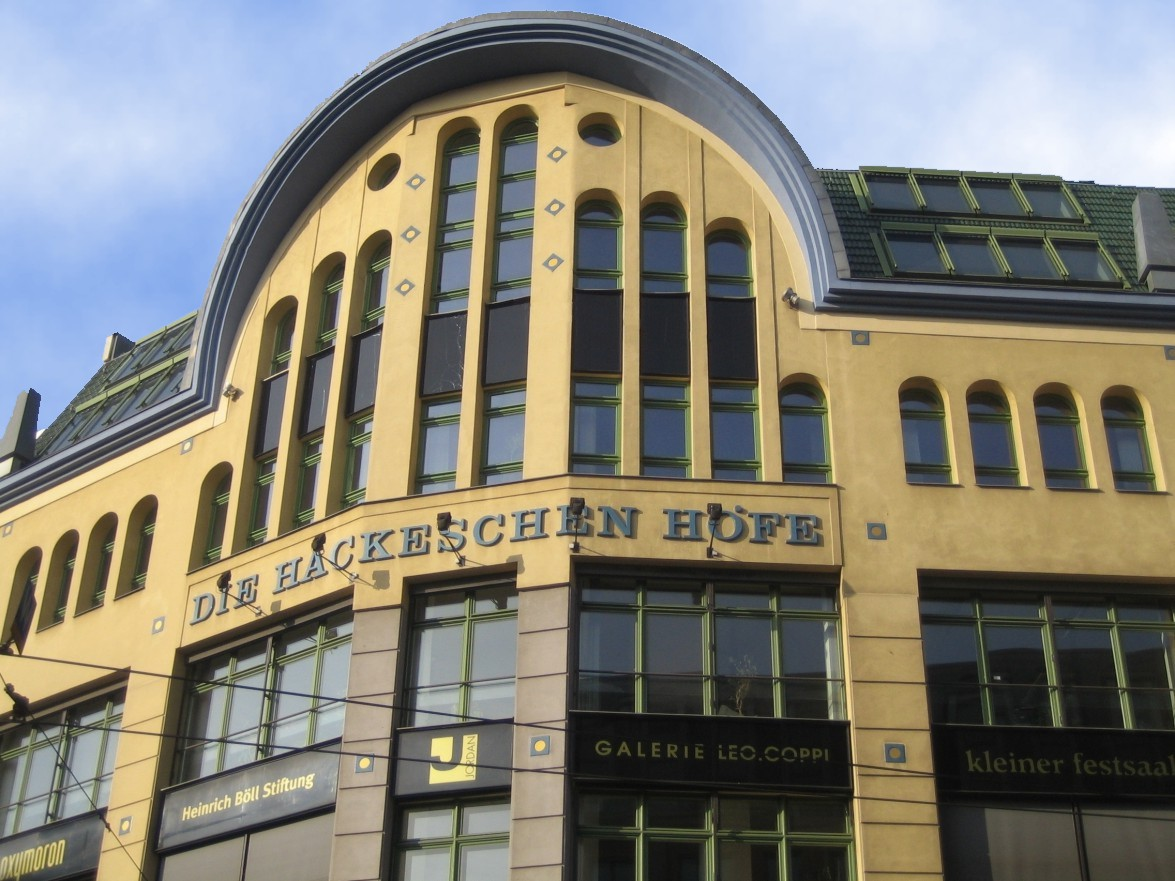
Entrée
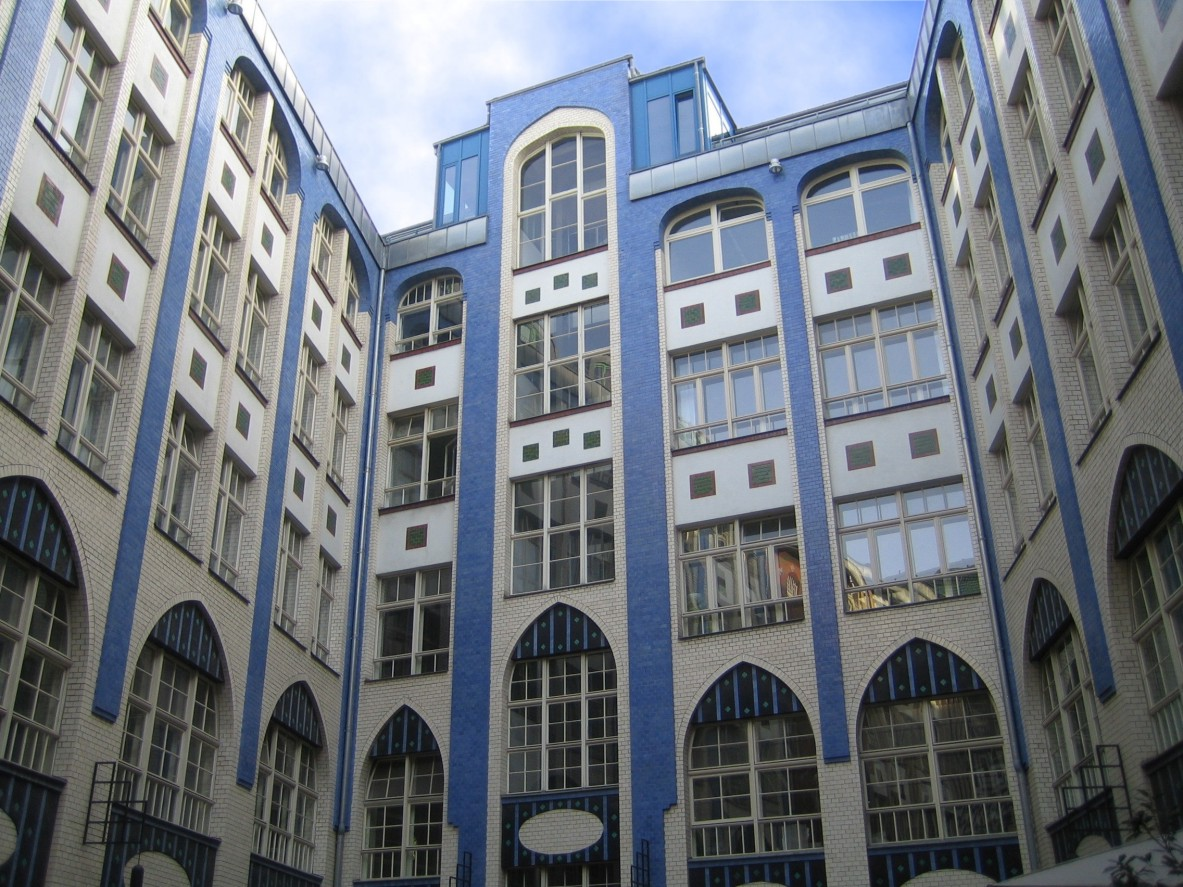
Première cour, côté est
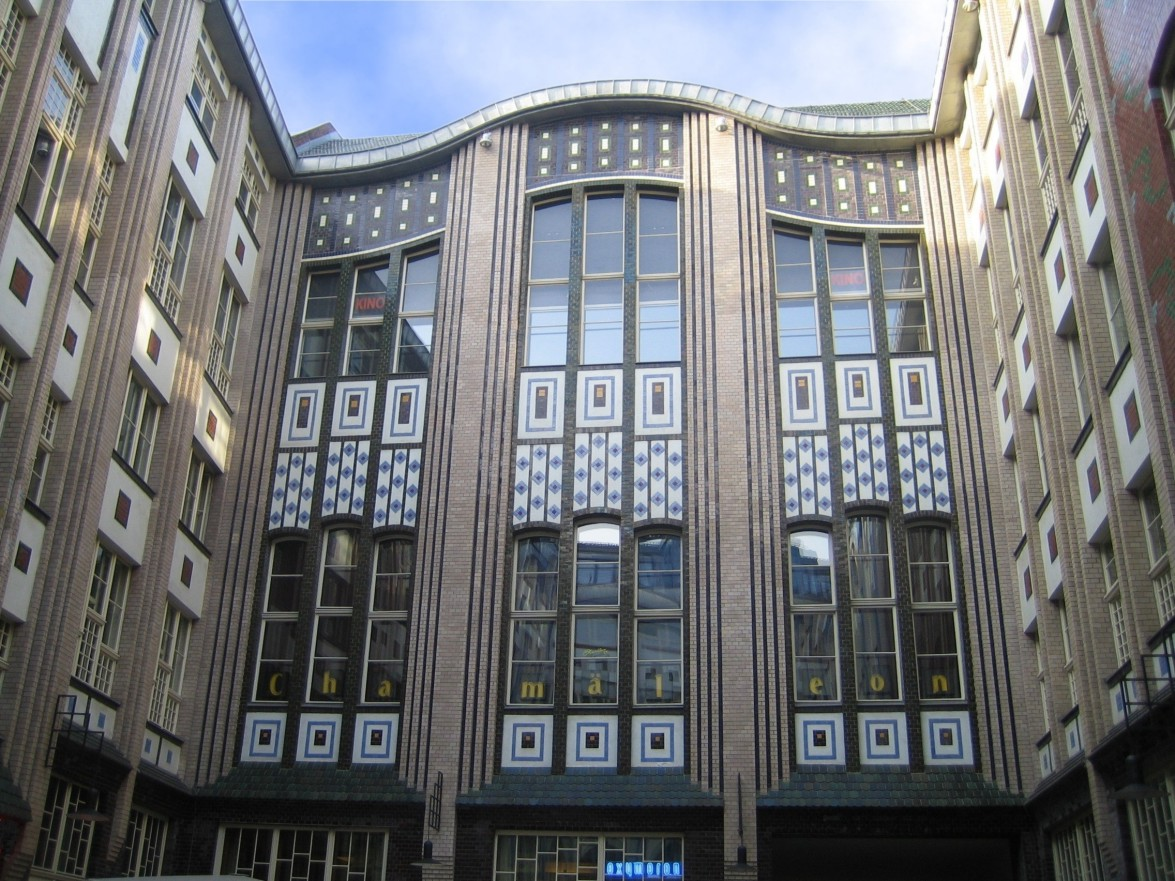
Première cour, côté ouest